# Barbagia di Belvì
La Barbagia di Belvì (Barbàgia 'e Brebì in sardo) è una regione storica della Sardegna centrale. Corrisponde alla parte centrale della Barbagia e confina con il Mandrolisai a nord-ovest, l'Ogliastra ad est, il Sarcidano e la Barbagia di Seùlo a sud. Ne fanno parte i comuni di Aritzo, Belvì, Gadoni e Meana Sardo. Nel medioevo era una curatoria del giudicato d'Arborea, chiamata in precedenza Barbagia di Meana, dall'omonimo paese.

## Geografia fisica
La regione si trova sul versante meridionale del Gennargentu in una zona ricca di boschi e sorgenti attraversata dal Flumendosa. Una caratteristica della zona sono i cosiddetti tacchi, altipiani calcarei incisi e separati da profonde vallate, alti qualche centinaio di metri, che poggiano su un substrato di scisti grigi e porfidi rossastri. Un esempio è costituito dal Tacco Texile di Aritzo, che dal 1993 è Area naturale protetta.
Una parte del territorio fa parte del progetto per la realizzazione del Parco nazionale del Golfo di Orosei e del Gennargentu.
Ad oggi l'economia della Barbagia è ancora fortemente legata alla pastorizia e ad attività agricole integrative che nella Barbagia di Belvì si specializzano nella coltivazione di alberi da frutto e nel commercio di castagne e nocciole.
La zona è raggiungibile anche in ferrovia grazie al Trenino Verde mediante la linea Isili-Sorgono.

## Economia

### Turismo
Le attrattive turistiche della zona sono legate a siti di interesse naturalistico, alle specialità gastronomiche (formaggi, carni, salumi, dolci e vini) e ad alcuni siti di interesse architettonico.
Fra le attrattive naturalistiche meritano una citazione:
- il Tacco Texile di Aritzo, una montagna calcarea alta 975 m s.l.m.;
- la rupe calcarea di Pitzu 'e Pranu nel comune di Belvì, sulle cui pendici si trova una grotta di interesse geologico;
- la vallata del Rio Iscra o Iscara (al confine fra Belvì e Desulo) fitta di boschi di castagno, noci e corbezzoli. Di notevole interesse il noce secolare chiamato Sa nuje de tziu Pili, i grossi esemplari di castagno di Nelca, e i secolari corbezzoli e ciliegi in località Sa Tanca;
- le Domus de janas presso Belvì in località Antonitzò, Logosu, Perd' e lione, Nadalìa, Gesaru, Perd'e Nelca, Genna Ua e Desulo in località Sa Ruta e Sa Costa;
- su Toni 'e 'Irgini di Desulo, montagna calcarea che si trova nella zona del cantiere forestale di Girgini a 950 m s.l.m.;
- la guglia calcarea denominata Su Campalini, in territorio di Gadoni che domina la vallata del Flumendosa al confine con il territorio di Seulo;
- la cascata di Sa Stiddiosa, la gocciolante, sempre in territorio di Gadoni, con l'acqua calcarea che proviene dalla Foresta di Corongia sul tacco calcareo del Sarcidano.

Presenti nella zona anche:
- la miniera di rame di Funtana Raminosa a Gadoni;
- il nuraghe Ura 'e sole di Desulo, che è il più alto della Sardegna situato a 1300 m s.l.m.;
- il nuraghe Nolza di Meana Sardo, grande nuraghe a pianta quadrilobata, formato da quattro torri angolari unite da bastioni rettilinei e da una torre centrale, che conserva ancora un'altezza di 13 metri.

Fra le specialità gastronomiche che si possono gustare nella zona si indicano:
- sa carapigna, un antico sorbetto al limone preparato con la neve raccolta in inverno e conservata secondo modalità tradizionali;
- il torrone di Tonara confezionato con tutti prodotti locali (miele, bianco d'uovo e mandorle) e aromatizzato al Limoncello o al Mirto;
- piricchittus e pabassinas, dolcetti a base di uva passa, mandorle, cannella, noci, scorza di limone grattugiata e miele;
- il pane carasau, detto anche carta da musica;
- il prosciutto di capra;
- i pisocchedos variante sarda dei savoiardi di origine piemontese, ricordo gastronomico del Regno di Sardegna;
- i bucconettes, bocconcini di nocciole tostate, avvolti in carta stagnola e foglietti di carta velina colorata come caramelle;
- i caschettes di Belvì, sfoglie di pasta sfoglia ripiene di miele e nocciole;
- su pane 'e Desulo, famoso in quasi tutta la Sardegna noto anche come is picciudas de Desulo;
- su Succu Stufau, pietanza tipica e tradizionale di Meana Sardo che viene consumata in occasione delle festività pasquali.

Fra i monumenti architettonici sono da citare:
- Il Museo di Scienze Naturali di Belvì, sorto nel 1980;
- la chiesa parrocchiale di Sant'Agostino di Belvì che risale al XVI secolo;
- la chiesa parrocchiale in stile tardo-gotico di San Michele Arcangelo di Aritzo, che risale al XIV secolo con alcune parti risalenti al XI secolo. La chiesa fu ristrutturata nel 1919;
- il castello Arangino di Aritzo, edificio particolare di ispirazione Coppedè, costruito nel 1917 dalla famiglia Arangino;
- carcere spagnolo e Museo Sa bovida di Aritzo, si tratta di una massiccia costruzione del Seicento adibita, fino al secolo scorso, a carcere di massima sicurezza. Oggi ospita un museo che attraverso un percorso espositivo che si sviluppa nei vari ambienti consente di comprendere la situazione dei carcerati nei secoli scorsi. Vi si trova anche una mostra permanente dedicata alla magia e alla stregoneria in Sardegna tra XV e XVII secolo;
- museo Etnografico di Aritzo, raccoglie circa 3 500 oggetti che documentano gli aspetti della vita agricola, pastorale e commerciale della Barbagia nei secoli scorsi;
- museo Etnografico Montanaru di Desulo, nota come Casa Montanaru che raccoglie numerosissime testimonianze del passato della vita agricola e pastorale del paese.